# Estación de Ablaña
Ablaña es una estación de ferrocarril situada la localidad homónima en el municipio español de Mieres, en el Principado de Asturias. Está integrada dentro del núcleo de Cercanías Asturias como parte de las líneas C-1 (de ancho ibérico y operada por Renfe Cercanías) y C-8 (de ancho métrico y operada por Renfe Cercanías AM).

## Situación ferroviaria
La estación consta de dos instalaciones próximas entre sí:
- Los andenes de ancho ibérico se encuentra en el punto kilométrico 123,193 de la línea férrea que une Venta de Baños con Gijón a 191 metros de altitud.[1] El tramo es de vía doble y está electrificado.
- Los andenes de ancho métrico se encuentra en el punto kilométrico 14,465 de las líneas férreas, de ancho métrico, de Oviedo a Fuso de la Reina y San Esteban de Pravia, y a Ujo y Collanzo, en su sección de Fuso a Collanzo.[1]

## Historia
La estación de ancho ibérico fue abierta al tráfico el 23 de julio de 1874 con la puesta en marcha del tramo Pola de Lena-Gijón de la línea que pretendía unir León con Gijón. La construcción fue obra de la Compañía de los Ferrocarriles de Asturias, Galicia y León creada para continuar con las obras iniciadas por Noroeste anterior titular de la concesión.
Sin embargo su situación financiera no fue mucho mejor que la de su antecesora y en 1885 acabó siendo absorbida por Norte. En 1941, la nacionalización del ferrocarril en España supuso la desaparición de esta última y su integración en la recién creada RENFE. Desde el 31 de diciembre de 2004 Renfe Operadora explota la línea mientras que Adif es la titular de las instalaciones ferroviarias.
La estación de ancho métrico fue abierta al tráfico el 30 de mayo de 1906 con la puesta en servicio del tramo Figaredo-Puerto (Fuso de la Reina) que forma parte de la línea Trubia-Collanzo. La construcción fue obra de la Sociedad General de Ferrocarriles Vasco Asturiana, concesionaria de la línea desde el 2 de agosto de 1901.
A partir de 1964, la caída de la cantidad de carbón transportada en la línea supuso una caída importante de los ingresos de la compañía, que trató de compensar incrementando los tráficos de pasajeros. Sin embargo, las limitaciones surgidas como consecuencia de la próxima caducidad de las concesiones, la congelación de tarifas y la competencia del transporte por carretera, así como el incumplimiento por parte del Estado de algunos contratos, provocaron el abandono por parte de la compañía de la explotación ferroviaria, la cual fue encargada a FEVE el 10 de abril de 1972, así como la titularidad de las infraestructuras.
Desde el 1 de enero de 2013, tras la disolución de FEVE, la explotación de los servicios ferroviarios fue encomendada a Renfe Operadora, a través de su división Renfe Cercanías AM, y la titularidad de las infraestructuras fue transferida a Adif.

## Servicios ferroviarios

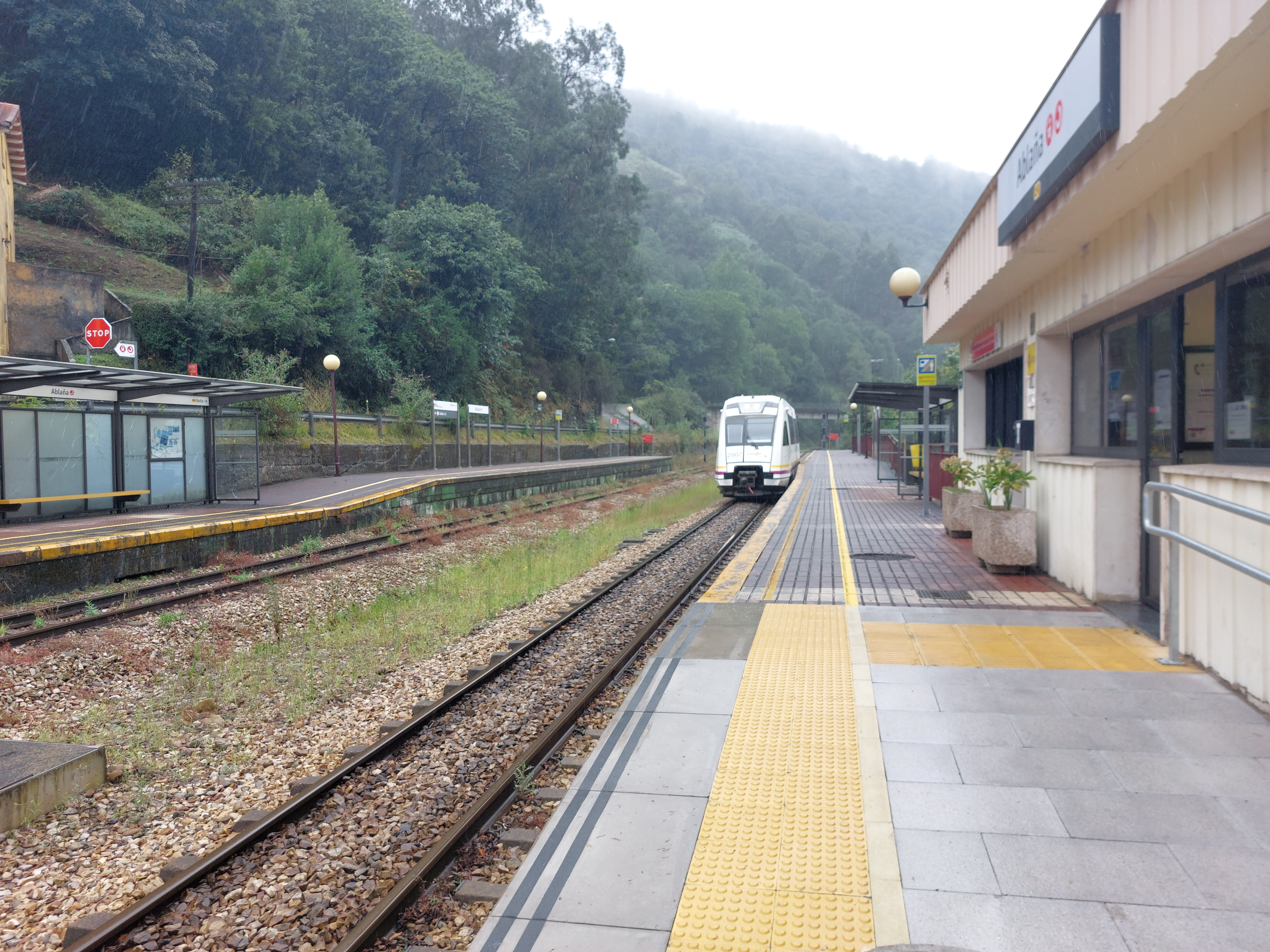
Andenes de la estación en la línea de ancho métrico Trubia-Collanzo en 2022.

### Cercanías
Forma parte de las líneas C-1 y C-8 de Cercanías Asturias. La primera de ellas la comunica con Gijón y Oviedo, con trenes cada 30 minutos los días laborables, mientras que los sábados, domingos y festivos la frecuencia se reduce a una hora. Hacia Puente de los Fierros solo continúan una decena de trenes que se reducen a seis los fines de semana porque el resto de trenes finalizan su trayecto en esta estación. La duración del viaje es de unos 18 minutos a Oviedo y de poco menos de una hora hasta Gijón en el mejor de los casos.
La línea C-8 enlaza Ablaña con Baíña y Collanzo, con un intervalo de paso de 60 minutos aproximadamente durante todo el día.
| procedencia/destino | < estación      | Línea | estación >    | destino/procedencia               |
| ------------------- | --------------- | ----- | ------------- | --------------------------------- |
| Gijón               | La Pereda-Riosa |       | Mieres-Puente | Pola de LenaPuente de los Fierros |
| Baíña               | La Pereda       |       | Mieres-Vasco  | Collanzo                          |